# Hilvaria Studio's

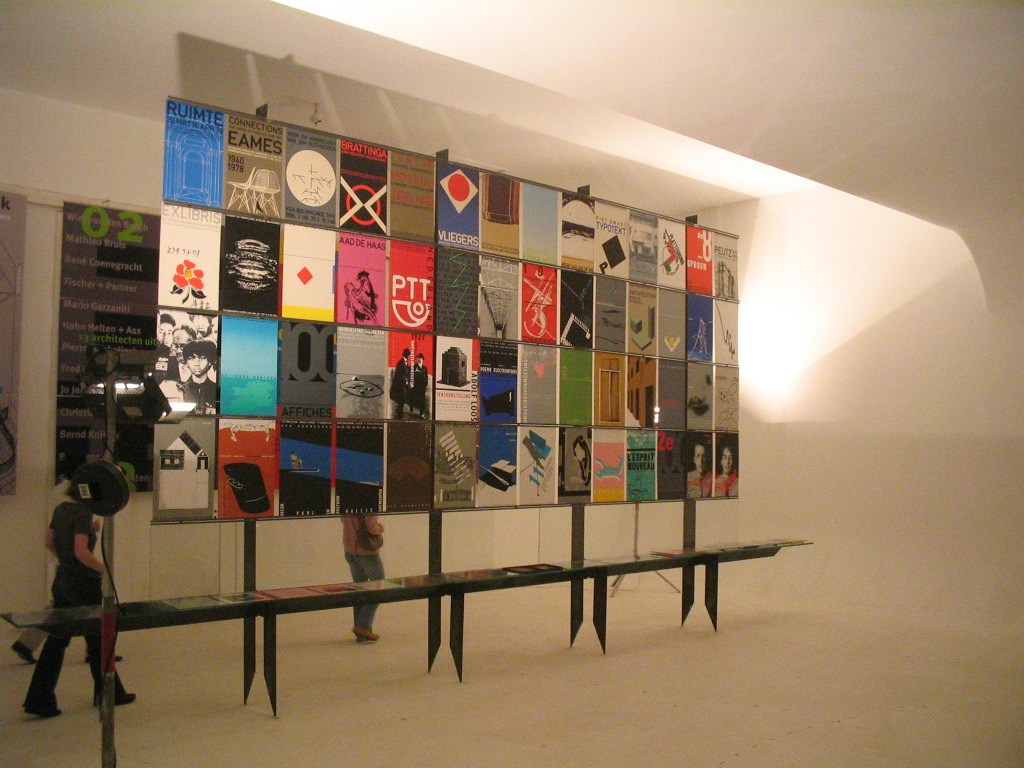
Expositie van Jac de Kok in een ruimte van het gebouw

De Hilvaria Studio's is een gebouwencomplex in de bossen bij Hilvarenbeek. De oude Hilvaria Studio’s zijn in 1964 gebouwd als filmstudio, in het bijzonder bestemd voor de productie van reclamefilms, later werd de studio ook gebruikt door regisseurs van erotische films zoals het echtpaar Kronhausen en de Zweedse/Italiaanse ‘Pornking of Europe’ Lasse Braun. Deze pikante geschiedenis komt terug op de wand van de toiletten van de Leuvenzaal waar kunstenaar Janhein van Melis scènes uit de film ‘French blue’ verwerkt heeft in de tegeltjes.
In 1974 werd een deel van het gebouw in gebruik genomen als geluidsstudio (Relight Studio) waar bekende namen hun platen opnamen.

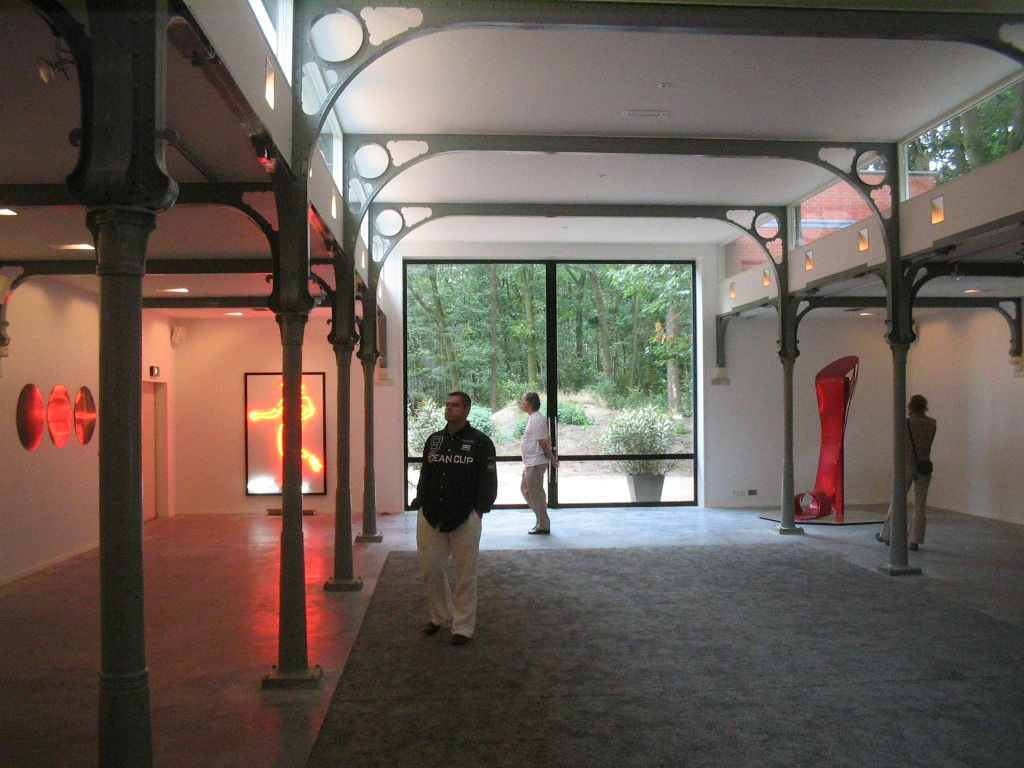
Expositieruimte

Na meerdere verbouwingen in de periode van 2001 tot 2009 is het een vergader/conferentielocatie en is er de Hilvaria  Studio’s Foundation gevestigd.
Per jaar worden drie of vier tentoonstellingen met nevenprogramma georganiseerd van hedendaagse beeldend of interdisciplinair werkende kunstenaars met een maandelijks zondagsprogramma wat gekoppeld is aan de inhoud van het werk van de betreffende kunstenaar.
De tentoonstellingen zijn op die zondagen vrij te bezoeken.